# Heinrich Pletscher
Heinrich Pletscher (* 20. Oktober 1878 in Schleitheim; † 5. August 1952 in Schaffhausen) war ein Schweizer Jurist und Politiker.

## Familie
Pletschers Vater war Michael Pletscher (1849–1936), Landwirt, Grossrat und Oberrichter, seine Mutter Barbara Pletscher (geborene Wanner). Er wuchs in ländlichen Verhältnissen mit drei jüngeren Schwestern auf. 1907 heiratete er Louise Bluntschli (1884–1972), Tochter des Hans Theodor Bluntschli (Chemiker). Aus der Ehe gingen zwei Töchter hervor. So die Bildhauerin Elsa Pletscher und Margaretha Louise Pletscher (verheiratet mit dem Zürcher Architekten Hans Jakob).

## Karriere
Pletscher besuchte die Schule in Schleitheim und darauf das humanistische Gymnasium in Schaffhausen, wo er Mitglied der «Scaphusia»-Verbindung wurde. Nach der Matura 1899 absolvierte er ein Studium der Rechte in München, Zürich, Berlin, Bern und Dijon. 1903 wurde er in Bern unter Eugen Huber mit «Das eheliche Güterrecht des Kantons Schaffhausen in historisch-dogmatischer Darstellung» zum Dr. iur. promoviert. 1904–1911 war er Kantonsgerichtsschreiber in Schaffhausen, 1908–1911 freisinniger Grossrat und 1911–1915 Regierungsrat des Kantons Schaffhausen, wo er die Finanz- und Brandassekuranzdirektion, ab 1913 zusätzlich die Justizdirektion übernahm. Da damals das Amt des Regierungsrats nicht gut besoldet war, entschied sich Pletscher, das Amt niederzulegen und stattdessen ein Angebot der Ersparniskasse Schaffhausen anzunehmen, bei der er 1915–1919 als Verwalter arbeitete. Er wurde wieder in den Grossen Rat gewählt, wo er von 1915 bis zu seiner Abwahl 1944 wirkte.
1919–1932 war er Schaffhauser Stadtpräsident, gleichzeitig 1925–1930 nebenamtlich Oberrichter. Ab 1933 war er als Anwalt tätig, und 1941–1950 war er Obergerichtspräsident. In seine Amtszeit als Stadtpräsident fallen u. a. der Bau und die Eröffnung des Museums zu Allerheiligen (erste Etappe) und der Stadtbibliothek sowie die Errichtung der Schulanlage Gelbhausgarten.